# 오마르 봉고 대학교
오마르 봉고 대학교(프랑스어: Université Omar Bongo, 영어: Omar Bongo University)는 1970년 가봉 국립 대학교로 설립된 공립 대학교이다. 그것은 1978년에 오마르 봉고 대통령을 기념하여 이름이 바뀌었다. 이 대학은 리브르빌에 기반을 두고 있으며, 가봉의 첫 번째 대학이었다. 가봉에서 가장 큰 대학이며 약 30,000명의 학생들이 2020년에 등록했다.
그 대학은 고등교육부의 감독하에 있다.

## 역사
오마르 봉고 대학교는 2000년대 초부터 폭동과 징후의 진원지였다.
2010년 대학은 파충류가 서식하는 캠퍼스 곳곳에 잡초가 무성하고 기숙사 바닥을 구더기가 뒤덮는 등 악화일로에 있었다. 2010년 세아핀 문둥가 교육부 장관은 혁신 프로젝트를 시작했지만 아프리카 개발 은행은 이 계획을 지지하지 않아 대학이 고도화된 퇴보 상태에 놓였다. 2020년에도 캠퍼스 상태는 여전히 악화되었다. 오래된 건물, 구식 컴퓨터, 와이파이 네트워크가 없었다. 2020년 2월 마크 루이스 로피비아 대학 학장이 사임했다. 2020년 8월, 대학은 2013년에 이미 완료된 작업인 캠퍼스 건물의 외벽을 피복하는 것을 목표로 하는 일부 리노베이션 작업을 발표했다. 이 대학은 8,000명의 학생들을 수용하도록 설계되었지만, 3만에서 4만 명의 학생들이 등록되어 있어 인프라와 교육의 질에 큰 스트레스를 주고 있다. 도서관은 200석(2020년)밖에 없다. 2019년에 불량배들이 출몰하는 것으로 추정되는 "벙커"라고 불리는 캠퍼스의 큰 건물이 철거되었다. 하지만, 마약상들은 캠퍼스에서 그들의 사업을 추구하기 위해 "벙커"에서 기숙사로 옮겼다.
2019년 3월, 캠퍼스 구내식당은 몇 달간의 리노베이션 끝에 재개장했고, 혁신적인 방법으로 모바일 현금으로만 식사를 구매할 수 있다. 2019년 6월, 포르투갈 칼루스테 굴벤키안 재단은 5000권의 책을 대학에 기부했다.
2021년 4월 가봉의 코로나19 범유행 이후, 대학은 다음 해 등록을 온라인으로만 진행할 것이라고 발표했다.